# Rebecca Moore
 (décembre 2022).
Si vous disposez d'ouvrages ou d'articles de référence ou si vous connaissez des sites web de qualité traitant du thème abordé ici, merci de compléter l'article en donnant les références utiles à sa vérifiabilité et en les liant à la section « Notes et références ».
Pour les articles homonymes, voir Moore.
Rebecca Moore (née le 21 mai 1968 à New York) est une musicienne et actrice américaine. Notable pour sa participation dans des productions théâtrales et musicales inspirées de Fluxus, elle fut un temps la petite amie et la muse de Jeff Buckley. Elle est la fille de Peter Moore, photographe de Fluxus, et sa mère était une historienne d'art.
Elle apprend la guitare seule en même temps qu'elle effectuait une tournée européenne avec John Jesurun (directeur d'une troupe de théâtre). Elle est actrice pendant 19 ans[réf. nécessaire], parmi ses dernières apparitions on peut citer "I've Got The Shakes" de Richard Foreman.
Ses influences sont notamment Patti Smith, The Residents, Mary Margaret O'Hara, Sinéad O'Connor, PJ Harvey, Kate Bush, Prince et Anohni,. Ses influences musicales sont assez récentes, en effet elle n'avait pas accès à un grand éventail de musique si ce n'est les Beatles sûrement du fait que la famille de Rebecca connaissait Yoko Ono. Elle était essentiellement influencée par la collection des disques de ses parents qui comprenait des personnes comme Philip Glass, John Cage, Glenn Branca, Meredith Monk.
Dans sa discographie on peut trouver Admiral Charcoal's Song et Home Wreckordings 97-99. Sur Admiral Charcoal's Song Jeff Buckley joue de la basse électrique à 6 cordes sur "If You Please Me", "Needle Men" et "Outdoor Elevetor". Il joue également de la batterie sur "Needle Men".